# Искра (Бургасская область)
Искра (болг. Искра) — село в Бургасской области Болгарии. Входит в состав общины Карнобат. Находится примерно в 9 км к северо-западу от центра города Карнобат и примерно в 52 км к северо-западу от центра города Бургас. По данным переписи населения 2011 года, в селе  проживало 399 человек.

## Население
| Год     | 1934 | 1946 | 1956 | 1965 | 1975 | 1985 | 1992 | 2001 | 2011 |
| ------- | ---- | ---- | ---- | ---- | ---- | ---- | ---- | ---- | ---- |
| Жителей | 1664 | 1758 | 1457 | 1201 | 866  | 704  | 608  | 523  | 399  |

| Национальность | Человек | Процент |
| -------------- | ------- | ------- |
| болгары        | 224     | 63,64%  |
| турки          | 116     | 32,95%  |
| цыгане         | 10      | 2,84%   |
| Всего ответов  | 352     |         |

|  |